# 高德寧
高德寧（法語：Côte-des-Neiges，法國南方音：[kɔt de ˈnɛʒ]，法國北方音：[koːt de ˈneːʒ]；魁北克音：[kou̯t de ˈnɛɪ̯ʒ]或[kou̯t de ˈnaɪ̯ʒ]，接近普通話的「購底內士」，廣東話的「高地尼薯」），是加拿大魁北克省蒙特利爾的一個社區，位於皇家山的北面。

## 人口
該區擁有大量移民和學生，是加拿大人口最濃密、種族最多元化的區之一。這裡有超過100個不同的族裔群體，主要包括：魁北克人、菲律賓人、西印度人（加拿大黑人）、南亞人（泰米爾人和孟加拉人）、猶太人、拉丁美洲人、伊朗人、華人、阿拉伯人、越南人，以及新加入的東歐人和非洲人。它是蒙特利爾少數幾其中一個非法語也非英語的區之一。兩種官方語言在這裡使用率很高，此外，還有大量懂多語言的人群講其他語言。